# Deus Pai misericordioso (diaconia)
Deus Pai misericordioso (em latim, Dei Patris misericordis) é uma diaconia instituída pelo Papa João Paulo II em 21 de fevereiro de 2001. Sua igreja titular é Dio Padre Misericordioso.

## Titulares protetores
- Crescenzio Sepe (2001 - 2006); título pro hac vice (desde 2006)